# 1. deild karla 1988
Mùa giải 1988 của 1. deild karla là mùa giải thứ 34 của bóng đá hạng hai ở Iceland.

## Bảng xếp hạng
| Vị thứ | Đội        | Số trận | Thắng | Hòa | Thua | Bàn thắng | Bàn thua | Hiệu số | Điểm | Ghi chú                     |
| ------ | ---------- | ------- | ----- | --- | ---- | --------- | -------- | ------- | ---- | --------------------------- |
| 1      | FH         | 18      | 14    | 2   | 2    | 47        | 20       | +27     | 44   | Thăng hạng Úrvalsdeild 1989 |
| 2      | Fylkir     | 18      | 9     | 6   | 3    | 39        | 30       | +9      | 33   | Thăng hạng Úrvalsdeild 1989 |
| 3      | Víðir      | 18      | 8     | 3   | 7    | 38        | 31       | +7      | 27   |                             |
| 4      | ÍR         | 18      | 8     | 2   | 8    | 31        | 35       | -4      | 26   |                             |
| 5      | Selfoss    | 18      | 7     | 4   | 7    | 27        | 26       | +1      | 25   |                             |
| 6      | Tindastóll | 18      | 7     | 2   | 9    | 27        | 31       | -4      | 23   |                             |
| 7      | Breiðablik | 18      | 6     | 5   | 7    | 27        | 33       | -6      | 23   |                             |
| 8      | ÍBV        | 18      | 6     | 2   | 10   | 29        | 36       | -7      | 20   |                             |
| 9      | KS         | 18      | 5     | 4   | 9    | 38        | 46       | -8      | 19   | Xuống hạng 2. deild 1989    |
| 10     | Þróttur R. | 18      | 2     | 6   | 10   | 27        | 42       | -15     | 12   | Xuống hạng 2. deild 1989    |

## Danh sách ghi bàn
| Cầu thủ               | Số bàn thắng | Đội bóng   |
| --------------------- | ------------ | ---------- |
| Pálmi Jónsson         | 16           | FH         |
| Sigurður Hallvarðsson | 15           | Þróttur R. |
| Heimir Karlsson       | 11           | Víðir      |
| Eyjólfur Sverrisson   | 10           | Tindastóll |
| Jón Þórir Jónsson     | 10           | Breiðablik |